# Brachycyttarus subteralbata
Brachycyttarus subteralbata är en fjärilsart som beskrevs av George Francis Hampson 1892. Brachycyttarus subteralbata ingår i släktet Brachycyttarus och familjen säckspinnare. Inga underarter finns listade i Catalogue of Life.